# Bűvös négyzetek

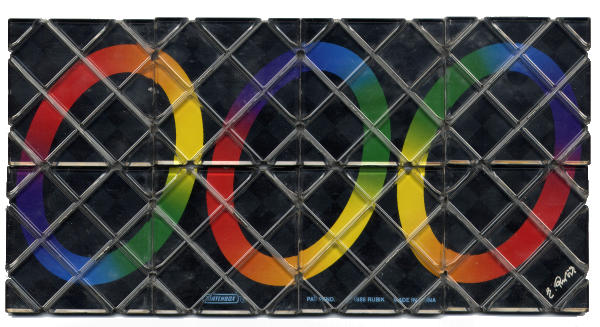
A nyolcelemű változat

Magyarországon a Rubik’s Magic (más néven Rubik Bűvös négyzetek, ill. Karikavarázs) Rubik Ernő második legismertebb találmánya, amely az 1980-as években nagyon kelendő volt. Szabadalma 1987-ből származik.

## A 8 elemű bűvös négyzetek (Rubik’s Magic)
A legelterjedtebb változat 8 négyzetből áll, melyeket 16 db damil köt össze oly módon, hogy a négyzeteket egymáson szinte minden irányba el lehet mozdítani, és ezáltal sokféle térbeli alakzatot lehet hajtogatni belőle.
A cél az, hogy a rajta látható három különálló karikát egybefűzzük. Ez azonban csak látszólagos, mivel a játék egyik oldalán lehet kirakni a három különálló karikát, a másik oldalon pedig a három egybefűzött karika látható. – A játéknak 96-féle síkbeli variációs lehetősége van.

## A 12 elemű bűvös négyzetek (Rubik’s Master Magic)

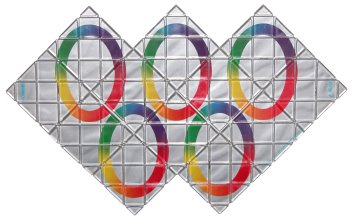
A tizenkét elemű változat

A fenti játéknak többféle nagyobb változata is létezik. Ezek közül a legismertebb változat a 12 elemből álló bűvös négyzet, mely abban különbözik az eredetitől, hogy a közepébe plusz négy elem van betoldva. A lehetséges állások száma ezáltal jelentős mértékben megnőtt, így sokkal érdekesebb is a játék.
A „sima” Magichez képest itt nem az a cél, hogy összefűzzük a karikákat, hanem pont ellenkezőleg: az összefűzött öt karikát kell szétbontani öt különálló karikára.
A Master Magicnek összesen 22 teljesen síkbeli formája létezik, ellentétben a Magickel, amelynek csak kettő. Ezen 22 síkbeli alakzat mindegyike 96-féleképpen jöhet ki, tehát a síkbeli alakzatok variációja összesen 22 × 96 = 2112. Ebből is látható, hogy mennyivel több a variációs lehetősége, mint a Magicnek (ott csupán 96-féle sík variáció létezik).
A Master Magic két változatban létezik: az egyiket Magyarországon gyártotta, ill. gyártja a Rubik Stúdió, a másik pedig az angol Rubik’s cég gyártmánya. A két típusú játékot külsőre nem lehet megkülönböztetni egymástól, csak a damilozás és ezzel a működés különbözteti meg őket. A magyar gyártmányhoz képest az angolt pont fordítva kell tartani (balról jobbra kell átfordítani a túloldalra), és minden mozgatást tükrözve kell végrehajtani ahhoz, hogy ugyanazt az eredményt kapjuk.

## Egyéb Rubik-játékok
- Rubik-kocka
- Rubik-kígyó